# Завод зі збагачення палива у Фордо
34°53′08″ пн. ш. 50°59′48″ сх. д. / 34.885649° пн. ш. 50.99669° сх. д.
Завод зі збагачення палива Фордо (Fordow Fuel Enrichment Plant, FFEP) — іранський підземний об'єкт зі збагачення урану, розташований за 32 км на північний схід від іранського міста Кум, поблизу села Фордо, на колишній базі Корпусу вартових Ісламської революції. Об'єкт перебуває під контролем Організації з атомної енергії Ірану (AEOI). Це другий іранський об'єкт зі збагачення урану, попередній — у Натанзі. За даними Інституту науки та міжнародної безпеки, ймовірні координати об'єкта: 34°53′05″ пн. ш. 50°59′45″ сх. д. / 34.88459° пн. ш. 50.99596° сх. д.

## Розкриття інформації

Зимова сільська місцевість поблизу Фордо

Існування на той час незавершеного заводу зі збагачення було розкрито Іраном Міжнародному агентству з атомної енергії (МАГАТЕ) 21 вересня 2009 року, але лише після того, як про це місце стало відомо західним розвідувальним службам. Західні чиновники рішуче засудили Іран за те, що він не розкрив інформацію про це місце раніше; президент США Барак Обама заявив, що Фордо перебував під наглядом розвідки США. Іран стверджує, що це розкриття інформації відповідало його юридичним зобов'язанням згідно з Угодою про гарантії з МАГАТЕ, яка, за твердженням Ірану, вимагає від Ірану декларувати нові об'єкти за 180 днів до отримання ними ядерного матеріалу. МАГАТЕ заявило, що Іран був зобов'язаний своєю угодою 2003 року оголосити про об'єкт, щойно Іран вирішить його побудувати.

## Місткість

Літня сільська місцевість поблизу Фордо

У своїй початковій декларації Іран заявив, що метою об'єкта було виробництво UF6, збагаченого до 5 % U-235, і що об'єкт будується таким чином, щоб містити 16 каскадів, загалом приблизно 3000 центрифуг. У вересні 2011 року Іран заявив, що перенесе своє виробництво 20 % легкоутворюючого урану (LEU) з Натанза до Фордо.
У грудні 2011 року розпочалося збагачення. У січні 2012 року МАГАТЕ оголосило, що Іран почав виробляти уран, збагачений до 20 %, для медичних цілей, і що цей матеріал «залишається під контролем та наглядом агентства». "
Згідно зі Спільним комплексним планом дій від квітня 2015 року, завод у Фордо мав бути реструктуризований для менш інтенсивного використання в дослідницьких цілях. Об'єкт Фордо мав припинити збагачення урану та дослідження у сфері збагачення урану щонайменше на п'ятнадцять років, а також перетворити його на центр ядерної фізики та технологій. Протягом 15 років в одному крилі Фордо зберігалося б не більше 1044 центрифуг IR-1, розташованих у шести каскадах. «Два з цих шести каскадів обертатимуться без урану та будуть переведені, зокрема шляхом відповідної модифікації інфраструктури», для стабільного виробництва радіоізотопів для медичного, сільськогосподарського, промислового та наукового використання. «Інші чотири каскади з усією пов'язаною з ними інфраструктурою залишатимуться невикористаними». Ірану заборонено мати будь-які розщеплювані матеріали у Фордо.
У 2018 році ізраїльська компанія ImageSat опублікувала супутникові фотографії, що показують відновлене будівництво та забудову на об'єкті Фордо.
У листопаді 2019 року керівник іранської ядерної програми Алі Акбар Салехі оголосив, що Іран збагачуватиме уран до 5 % у Фордо.
У січні 2020 року на об'єкті Фордо було 1044 центрифуги, призначені для збагачення гексафториду урану.
У січні 2021 року на об'єкті Фордо розпочато виробництво урану, збагаченого до 20 %.
У березні 2023 року CNN повідомило, що у Фордо було знайдено уран «майже бомбового» класу. МАГАТЕ підтвердило, що у Фордо було виявлено 83,7 % чистий U238, і що це стало великою несподіванкою для агентства.
У червні 2024 року МАГАТЕ зазначило, що Іран побудував додаткові центрифуги, тоді як Washington Post зазначила про іранське замовлення потроїти потужність центрифуг на заводі у Фордо. Газета «Таймс оф Ізраель» повідомила, що чотири нові каскади було встановлено, але ще не введено в експлуатацію.

## Історія
Іранська влада стверджує, що об'єкт побудовано глибоко в горі через неодноразові погрози Ізраїлю атакувати такі об'єкти, які, на думку Ізраїлю, можуть бути використані для виробництва ядерної зброї. Атака на ядерний об'єкт, розташований так близько до міста Кум, яке вважається священним серед мусульман-шиїтів, викликає занепокоєння щодо потенційного ризику шиїтської релігійної відповіді.
У листопаді 2013 року сотні іранців, переважно студентів Технологічного університету Шаріфа, у супроводі голови AEOI Алі Акбара Салехі та кількох представників Меджлесу (парламенту) утворили живий ланцюг навколо заводу зі збагачення урану у Фордо. Студенти були там, щоб висловити свою підтримку іранській ядерній програмі.
2016 року Іран розмістив на цьому місці зенітно-ракетну систему С-300. Але вона не допомогла під час атаки в червні 2025.
У лютому 2023 року МАГАТЕ зазначило, що станція Фордо зазнала змін.

### Ізраїльсько-американські авіаудари 2025 року

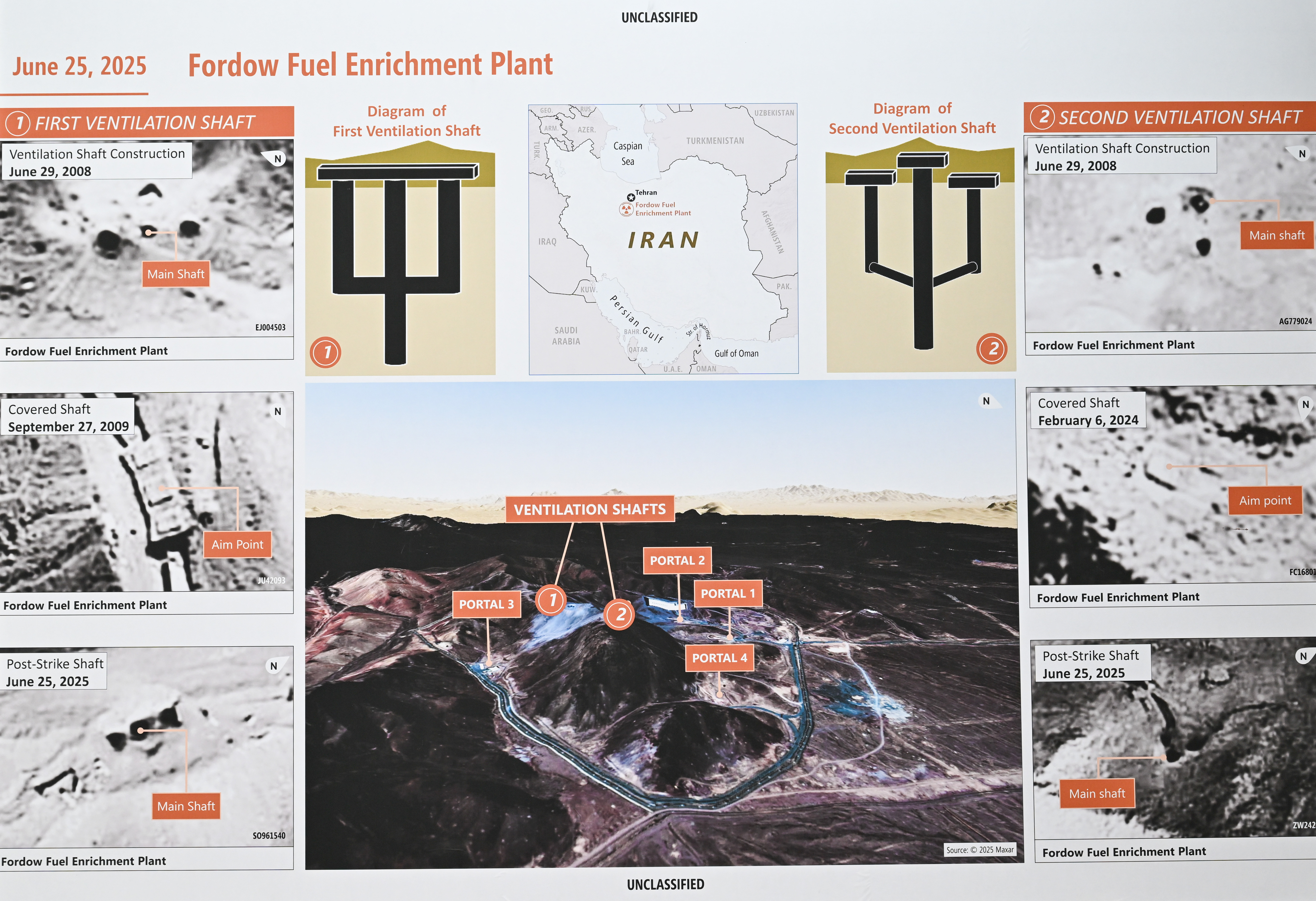
2025

13 червня 2025 року Ізраїль атакував об'єкт під час ізраїльських ударів по Ірану в червні 2025 року. Іранські сили заявили, що збили ізраїльський безпілотник. Масштаб пошкоджень залишався неясним, оскільки ядерний об'єкт Фордо, як і об'єкт у Натанзі, розташований глибоко під землею. Супутникові знімки та звіти свідчили, що деякі наземні об'єкти у Фордо та Натанзі були пошкоджені, але підземні споруди, де розміщені центрифуги та збагачений уран, залишилися недоторканими. 14 червня 2025 року Організація з атомної енергії Ірану заявила, що внаслідок ударів об'єкт зазнав обмежених пошкоджень. Після ізраїльського удару повідомлялося, що США розглядають можливість завдання удару по об'єкту, для чого знадобиться використання GBU-57A/B MOP.
21 червня 2025 року президент США Дональд Трамп оголосив, що американські бомбардувальники B-2 також завдали ударів по ядерному об'єкту у Фордо, а також по об'єктах у Натанзі та Ісфахані. У зверненні з Білого дому Трамп заявив про знищення об’єктів, сказавши: «Ключові ядерні об’єкти Ірану зі збагачення були повністю знищені.»